# Delta II
La familia de los vehículos de lanzamiento Delta II fue diseñada y construida por la división de Sistemas de Defensa Integrados de Boeing y ha estado en servicio desde 1989. El programa de Delta II comenzó a ser responsabilidad de United Launch Alliance el 1 de diciembre de 2006.

## Historia
Todos los vehículos de lanzamiento no reutilizables de los Estados Unidos deberían haber sido descartados tras el advenimiento de la lanzadera espacial, pero el accidente del Challenger volvió a iniciar los preparativos del Delta. El Delta II, específicamente, fue diseñado para acomodar al sistema GPS Bloque II de satélites. De todas maneras, los Delta II han lanzado de manera exitosa 124 proyectos (hasta diciembre de 2006), incluyendo varias misiones de la NASA a Marte:
- Mars Global Surveyor en 1996.
- Mars Pathfinder en 1996.
- Mars Climate Orbiter en 1998.
- Mars Polar Lander en 1999.
- Mars Odyssey en 2001.
- Mars Exploration Rovers (MER-A, Spirit y MER-B, Opportunity) en 2003.
- Phoenix (sonda) en 2007

## Descripción del vehículo
Los Deltas son vehículos no reutilizables (ELVs), lo que quiere decir que solo se utilizan una vez. Cada vehículo de lanzamiento consiste en:
- Fase I: Tanques de queroseno y oxígeno líquido que alimentan el motor principal de Rocketdyne RS-27 para el ascenso.
- Motores propulsores de combustible sólido: Utilizados para incrementar el empuje durante los dos minutos iniciales del vuelo, por la mayor densidad atmosférica. El cohete de capacidad media Delta II tiene nueve motores en total (seis que se encienden en el suelo, y tres durante el vuelo); los otros modelos solo usan tres o cuatro.
- Fase II: Tanques de combustible y oxidante que alimentan un motor hipergólico Aerojet capaz de encenderse y apagarse en vuelo, que se enciende una o más veces para insertar el conjunto de vehículo de lanzamiento y nave espacial a una órbita terrestre baja. Esta fase también contiene el "cerebro" del vehículo, una plataforma inercial combinada con un ordenador de guía que controla los acontecimientos del vuelo.
- Fase III: Un motor sólido opcional de ATK-Thiokol (algunos cohetes Delta II solo tienen dos fases, y generalmente se usan para misiones a la órbita terrestre), que proporciona la mayor parte del incremento en velocidad necesario para dejar la órbita terrestre e inyectar la nave espacial en una trayectoria a Marte. Sigue conectado a la misma hasta que ejecuta su encendido, y entonces se separa. Esta fase está estabilizada por giro y no tiene sistema activo de guía; depende de la segunda fase para una orientación correcta antes de la separación de las fases II y III.
- Cubierta de la carga: Una cubierta de la carga de metal fino o materiales compuestos (también conocida como cofia) para proteger a la nave espacial durante el ascenso a través de la atmósfera terrestre.

A la familia de Delta II se le conoce, más técnicamente, con una serie de códigos numéricos:
- El primer dígito es o 6 o 7, denotando los Deltas de las series 6000- o 7000-. Los de la serie 6000-, que volaron por última vez en 1992, tenían una primera fase con un Tanque Largo Extra Extendido con un motor principal RS-27, además de cohetes propulsores sólidos Castor IVA. El modelo actual de la serie 7000- tiene un motor RS-27A, con una campana del motor más grande para mayor ratio de expansión y mejor desempeño a alta altitud, y GEM (Motores de Grafito-Epoxy). Los GEMs son más grandes y tienen una estructura de materiales compuestos para reducir peso, frente a los Castors de estructura de acero.

- El segundo dígito indica el número de propulsores sólidos, normalmente 9. En tal caso, seis se encienden en el despegue, y tres un minuto dentro del vuelo. Los cohetes que tienen 3 o 4, los encienden todos al despegar.

- El tercer dígito es 2, que denota una segunda fase con un motor Aerojet AJ10. Este motor es re-encendible, para misiones complejas. Solo los Deltas de antes de la serie 6000- utilizaban un motor diferente, el TR-201.

- El último dígito denota la tercera fase. 0 quiere decir que no hay, 5 indica una fase de Módulo de Ayuda a la Carga (PAM) con un motor Star 48 sólido, y un 6 indica un Star 37.

Por ejemplo, un Delta 7925 tiene la tercera fase anterior, nueve propulsores GEM, y una tercera fase PAM. Un Delta 7320 es un vehículo con dos fases y 3 cohetes propulsores sólidos.
- Un Delta II-Heavy (Pesado) tiene los propusores GEM-46, más grandes, diseñados originariamente para el Delta III. Se designan como 7xxxH.

Hay tres cubiertas de la carga disponibles: la original de aluminio, que tiene 2,9 m de diámetro. Una cubierta de 3,05 m de diámetro está hecha de compuestos, y puede ser distinguida por su parte frontal que acaba en punta, así como su parte de atrás. Una cubierta de más de 3 metros se usa para las cargas más grandes.

### Pasajeros notables
- NEAR
- Mars Global Surveyor
- Mars Pathfinder
- Deep Space 1
- Mars Climate Orbiter
- Mars Polar Lander
- Mars Odyssey 2001
- CONTOUR

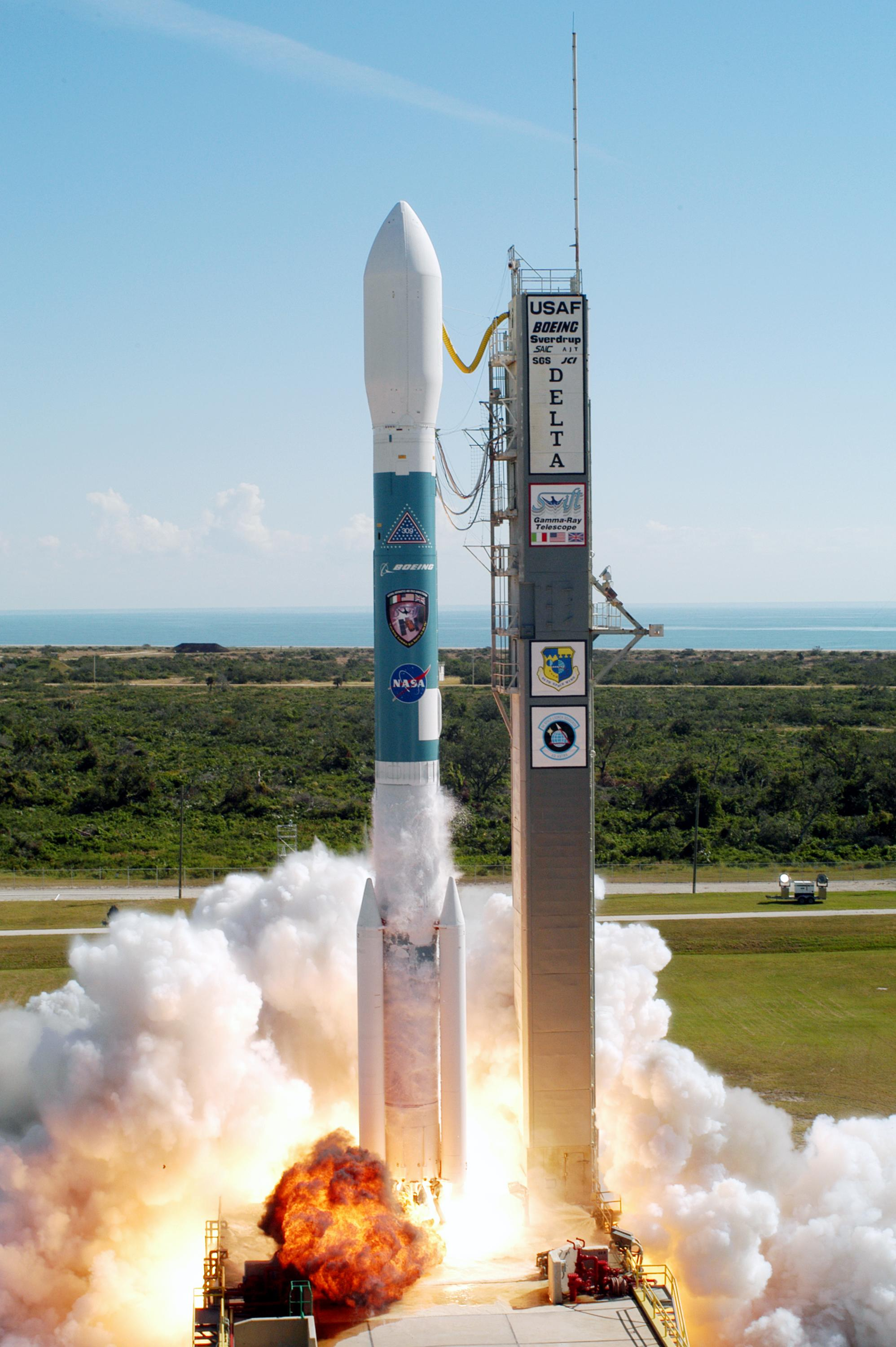
Despegue de un cohete Delta II, (7320-10C).

- Mars Exploration Rovers: Spirit (MER-A)/Opportunity (MER-B)
- Swift Gamma-Ray Burst Mission
- Deep Impact
- Telescopio espacial Spitzer (SIRTF)
- MESSENGER
- STEREO
- SAC-D
- GRAIL
- Kepler

## Aplicaciones Futuras
La segunda fase construida en Aerojet ha sido elegida por la NASA para ser usada como el principal motor propulsor de la nave Orión, que reemplazará la lanzadera espacial después de 2010. El motor fue elegido debido a sus capacidades de reignición y debido a un cambio desde el sistema de propulsión por oxígeno líquido /metano hacia un sistema de combustible hipergólico y metano similar al usado en los sistemas RCS y OMS del transbordador espacial.
- Datos: Q49538
- Multimedia: Delta II / Q49538